# Valletta F.C.
Valletta Football Club je malteški nogometni klub iz Vallette. Klub se se trenutno natječe u Malteškoj Premier ligi, koju je osvojio 22 puta.
Valletta Football Club osnovan je 1943. godine, spajanjem Valletta Prestonsa i Valletta St. Paula u Valletta United koji je osvojio dva naslova prvaka prije Drugog svjetskog rata. Valletta također ima futsal momčad.

## Uspjesi
- Malteška Premier liga: 25

1914/15*, 1931/32*., 1944/45., 1945/46., 1947/48., 1958/59., 1959/60., 1962/63., 1973/74., 1977/78., 1979/80., 1983/84., 1989/90., 1991/92., 1996/97., 1997/98., 1998/99., 2000/01., 2007/08., 2010/11., 2011/12., 2013/14., 2014/15., 2017/18., 2018/19. (20 kao Valletta FC i 2 kao Valletta United (1914/15*., 1931/32.*)
- Malteški kup: 13

1959/60., 1963/64., 1974/75., 1976/77., 1977/78., 1990/91., 1994/95., 1995/96., 1996/97., 1998/99., 2000/01., 2009/10., 2013/14.
- Malteški super kup: 10

1989/90., 1994/95., 1996/97., 1997/98., 1998/99., 2000/01., 2007/08., 2010/11., 2011/12., 2012/13.,
- Euro Challenge kup: 4

1983/83., 1987/88., 1989/90., 2011/12.,
- Löwenbräu kup: 6

1993/94., 1994/95., 1995/96., 1996/97., 1997/98., 2000/01.
- Super 5 Lottery Tournament: 4

1992/93., 1996/97., 1999/00., 2000/01., 2007/08.
- Nacionalno prvenstvo 100-godišnja obljetnica (nakon svakih 100 godina): 1

2010.
- Stogodišnji kup (nakon svakih 100 godina): 1

2000.
- MFA Malta kup: 1

1943/44.
- Cassar kup: 4

1943/44., 1958/59., 1965/66., 1967/68.
- Cousis Shield: 2

1914/15.*, 1920/21.*
* as Valletta United
- Coronation kup: 1

1953/54.
- Scicluna Cup: 2

1960/61., 1963/64.
- Sons of Malta kup: 2

1974/75., 1978/79.
- Independence kup: 3

1974/75., 1979/80., 1980/81.
- Testaferata kup: 1

1979–80
- Olympic kup: 1

1962/63.
- Melita kup: 1

1911.
- Rangers kup: 1

1914.
- Poppy Day Fund kup: 1

1960/61.
- BetFair kup (protiv Juventusa) : 1

2008.
- Mare Blue kup : 2

2010/11., 2011/12.

## Vanjske poveznice
- Službena stranica
- Navijačka stranica  Arhivirana inačica izvorne stranice od 26. svibnja 2010. (Wayback Machine)